# 华东师范大学济南实验学校
华东师范大学济南实验学校，是济南市长清区的九年一贯制民办寄宿学校，位于长清大学科技园内。该校由华东师范大学基础教育集团、长清区政府、上海慧刚教育科技有限公司合作建成。学校于2018年9月开始招生，华东师范大学选派校长、管理团队及骨干教师到校任教。

## 规模
华东师范大学济南实验学校包括小学和初中，计划有42个民办班级和12个公办班级。